# Cryptocala brunnea
Cryptocala brunnea là một loài bướm đêm trong họ Noctuidae.